# Schweizer Nordische Skimeisterschaften 1964
Die Schweizer Nordischen Skimeisterschaften 1964 fanden vom 8. bis zum 11. März 1964 in St. Moritz, am 15. Februar 1964 in Les Prés-d’Orvin und am 22. Februar 1964 in Saint-Cergue statt. Ausgetragen wurden im Skilanglauf die Distanzen 15 km, 30 km und 50 km, sowie die 4 × 10 km Staffel. Alois Kälin gewann die Meistertitel über 15 km, 30 km und in der Nordische Kombination. Zudem siegte Konrad Hischier über 50 km und mit der Staffel von SC Obergoms. Bei den Frauen wurde ein 8-km-Lauf mit sechs Starterinnen absolviert, der aber aufgrund geringer Beteiligung, nicht gewertet wurde. Das Skispringen gewann Heribert Schmid.

## Skilanglauf

### 15 km
| Platz | Name            | Verein        | Zeit (min) |
| ----- | --------------- | ------------- | ---------- |
| 01    | Alois Kälin     | SC Einsiedeln | 49:46,3    |
| 02    | Konrad Hischier | SC Obergoms   | 49:58,8    |
| 03    | Denis Mast      | Les Cernets   | 50:32,4    |
| 04    | Alphonse Baume  | La Brevine    | 50:38,7    |
| 05    | Paul Bebi       | SC Davos      | 51:14,7    |
| 06    | Josef Haas      | SC Marbach    | 51:20:4    |
| 07    | Franz Kälin     | SC Einsiedeln | 52:00:8    |
| 08    | Hermann Kreuzer | SC Obergoms   | 52:14,0    |
| 09    | Andre Arnaux    | La Brevine    | 52:37,7    |
| 10    | Hans Oberer     | Chur          | 52:47,3    |

Datum: Dienstag, 10. März 1964 in St. Moritz
 Mit 12 Sekunden Vorsprung gewann Alois Kälin vor Konrad Hischier. Der Vorjahressieger Hans Ammann war nicht Start, da er an den Wettkämpfen am Holmenkollen teilnahm.

### 30 km
| Platz | Name            | Verein        | Zeit (std) |
| ----- | --------------- | ------------- | ---------- |
| 01    | Alois Kälin     | SC Einsiedeln | 1:39:12    |
| 02    | Konrad Hischier | SC Obergoms   | 1:40:33    |
| 03    | Denis Mast      | Les Cernets   | 1:41:39    |
| 04    | Michel Rey      | Les Cernets   | 1:41:51    |
| 05    | Alphonse Baume  | La Brevine    | 1:43:16    |
| 06    | Franz Kälin     | SC Einsiedeln | 1:45:03    |
| 07    | Josef Haas      | SC Marbach    | 1:45:10    |
| 08    | Andre Arnaux    | La Brevine    | 1:46:45    |
| 09    | Hans Oberer     | Chur          | 1:47:24    |
| 10    | Gregor Hischier | SC Obergoms   | 1:48:25    |

Datum: Samstag, 15. Februar 1964 in Les Prés-d’Orvin

Wie im Vorjahr gewann der Einsiedelner Alois Kälin. Er siegte mit einer Minuten und 21 Sekunden Vorsprung auf Konrad Hischier und Denis Mast. Es waren 144 Läufer am Start.

### 50 km
| Platz | Name            | Verein                | Zeit (std) |
| ----- | --------------- | --------------------- | ---------- |
| 01    | Konrad Hischier | SC Obergoms           | 2:48:20    |
| 02    | Denis Mast      | Les Cernets           | 2:48:20,9  |
| 03    | Michel Rey      | Les Cernets           | 2:49:39    |
| 04    | Karl Wagenführ  | TV Unterstrass Zürich | 2:55:43    |
| 05    | Hans Oberer     | Chur                  | 2:57:38    |
| 06    | Hans Ammann     | Alt St. Johann        | 2:58:16    |
| 07    | Roland Boillat  | Monthey               | 2:59:59    |
| 08    | Hermann Kreuzer | SC Obergoms           | 3:00:16    |
| 09    | Raymond Jordan  | Daviaz                | 3:02:44    |
| 010   | Franz Oetiker   | SC Einsiedeln         | 3:02:54    |

Datum: Samstag, 22. Februar 1964 in Saint-Cergue

Hischier gewann im Endspurt mit 0,9 Sekunden Vorsprung auf Denis Mast auch über 50 km seinen ersten Meistertitel. Der Vorjahressieger Hans Ammann wurde Sechster.

### 4 × 10 km Staffel
| Platz | Namen                                                            | Verein                | Zeit (std) |
| ----- | ---------------------------------------------------------------- | --------------------- | ---------- |
| 01    | Gregor Hischier Raphael Kreuzer Hermann Kreuzer Konrad Hischier  | SC Obergoms           | 2:09:16,2  |
| 02    | Hans Luna Franz Kälin Franz Oetiker Alois Kälin                  | SC Einsiedeln         | 2:11:23,2  |
| 03    | Andre Arnoux Jean-Pierre Jeanneret Bernard Brandt Alphonse Baume | SC La Brévine         | 2:12:02,5  |
| 04    | Willy Junod Jean-Paul Junod Michel Rey Denis Mast                | Les Cernets-Verrieres | 2:13:24,6  |
| 05    | Jakob Rietmann Josef Vinzenz Ulrich Spitz Hans Oberer            | Grenzwachtkorps Chur  | 2:15:43,7  |

Datum: Mittwoch, 11. März 1964 in St. Moritz

## Nordische Kombination

### Einzel
| Platz | Name                 | Ort               | Punkte |
| ----- | -------------------- | ----------------- | ------ |
| 01    | Alois Kälin          | SC Einsiedeln     | 516,34 |
| 02    | Jean-Maurice Reymond | Le Brassus        | 372,19 |
| 03    | William Schneeberger | Chaux-de-Fonds    | 370,12 |
| 04    | Kurt Schaad          | Altstetten-Zürich | 357,78 |
| 05    | Hanskurt Hauswirth   | Ski-Club Gstaad   | 357,75 |
| 06    | Jacky Rochat         | Le Brassus        | 350,74 |
| 07    | Gilgian Künzi        | SC Kandersteg     | 343,67 |
| 08    | Alfred Holzer        | SC Kandersteg     | 327,60 |

Datum: Montag, 9. März und Dienstag, 10. März 1964 in St. Moritz

Wie im Vorjahr gewann der Einsiedelner Alois Kälin vor Jean-Maurice Reymond und William Schneeberger.

## Skispringen

### Normalschanze
| Platz | Name             | Verein        | Weite 1 | Weite 2 | Punkte |
| ----- | ---------------- | ------------- | ------- | ------- | ------ |
| 01    | Heribert Schmid  | SC Adelboden  | 72,5 m  | 72,5 m  | 221,3  |
| 02    | Ueli Scheidegger | SC Adelboden  | 72,0 m  | 74,0 m  | 220,7  |
| 03    | Sepp Zehnder     | SC Einsiedeln | 71,0 m  | 70,0 m  | 210,9  |
| 04    | Hans Stoll       | Bern          | 69,0 m  | 68,5 m  | 202,4  |
| 05    | Alois Kälin      | SC Einsiedeln | 66,5 m  | 68,0 m  | 189,0  |
| 06    | Max Walter       | Mümliswil     |         |         | 184,3  |
| 07    | Bruno Kleiner    | Bern          |         |         | 184,1  |
| 08    | Richard Pfiffner | Zürich        |         |         | 182,2  |

Datum: Sonntag, 8. März 1964 in St. Moritz

Der Vorjahressieger Heribert Schmid holte auf der Olympiaschanze mit zwei Sprüngen auf 72,5 m und 221,3 Punkten vor dem Meister von 1962 Ueli Scheidegger seinen zweiten Meistertitel.